# 波阳菲策吸虫
波阳菲策吸虫（学名：Fischoederius poyangensis）为腹袋科菲策属的动物。在中国大陆，分布于江西、福建、云南等地，营寄生生活，宿主黄牛以及水牛，寄生于瘤胃。